# サルダーニャ
サルダーニャ（カタルーニャ語: Cerdanya, ラテン語: Ceritania; フランス語: Cerdagne; スペイン語: Cerdaña）は、

サルダーニャの紋章

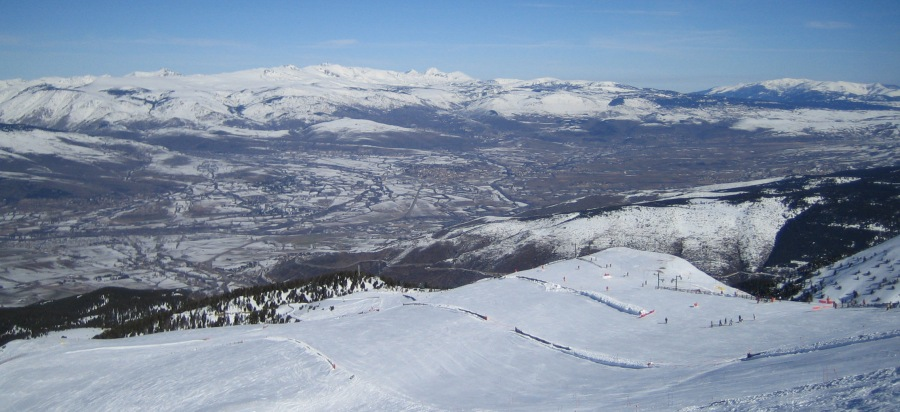
アルプの光景

ピレネー山脈東部にある、フランス領とスペイン領とに分割された小さな地域。歴史的にはカタルーニャに属している。フランス語名ではセルダーニュ、スペイン語名ではセルダーニャ。カタルーニャ文化圏に属するため、以下の文ではカタルーニャ語表記を音訳したサルダーニャで統一する。

## 概要
サルダーニャは面積1,086.07 km²、そのうち50.3％がスペイン領であり、49.7％がフランス領となっている。2001年のサルダーニャ全体の人口はおよそ26,500人（そのうち53.4％がスペイン、46.6％がフランス）であった。これは、人口密度が24人/km²であるためで、西ヨーロッパで最も低い方である。サルダーニャ内にある唯一の都市圏は、プッチサルダーとブール＝マダムの間を国境を越えて広がっており、2001年の都市圏人口は10,900人（サルダーニャ全体の41％）であった。
サルダーニャは非常に晴天日が多く、およそ1年に3000時間前後の日照時間がある。このために、フランス領側では大規模な太陽光発電計画が試行された。

## 歴史

### 古代
サルダーニャの最初の住民は、おそらく古バスク語とアキテーヌ語につながる言語を話していたとされる。多くの地名がこれを証明している。紀元前1世紀、南方からイベリア人がやってきた。イベリア人の出自はいまも諸説あり、一説では彼らはアフロ・アジア語族の言語を話していたという。彼らは北アフリカのベルベル人から分離され、スペインへ移動し、さらに北進し現在のフランス南部まで達したというものである。
サルダーニャでは、原住民らが混血を重ね、結果としてケレテス人として知られるようになった。現地語のkerまたはkarとは岩、石を意味し、古バスク語の石を意味するkarri（現代バスク語ではharri）と似ている。ケレテス人はおそらく本質的にはバスクとアキテーヌの血を引いており、イベリア人が原住民の少数派と混血して成立したのだろう。ケレテス人は、イベリア人の言語がいくつか混じっても、古バスク語とアキテーヌ語とつながる言語を保持し続けた。イベリア人はケレテス人社会の上層部を占めていたと思われている。

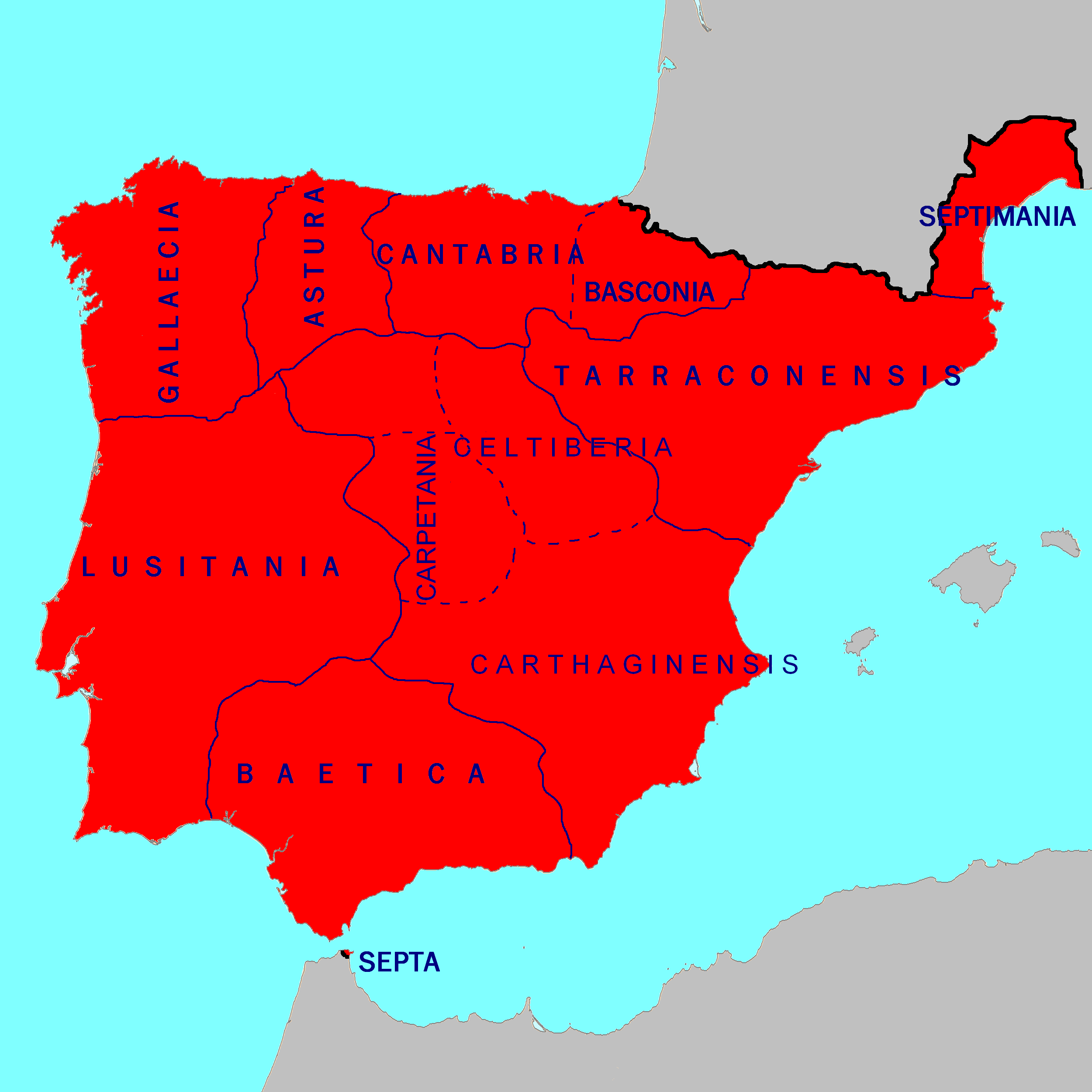
7世紀頃のヒスパニア

ケレテス人の主要定住地（en）は、領土全体を統制下におき、ケレ（Kere）と呼ばれた。そしてそれは現在のリビア（フランス領内にあるスペイン領の飛び地）の上の丘に建設された。のちにケレテス人はローマ帝国の支配をうけるようになり、ローマ人は定住地の名をユリア・リビカ（Julia Libyca）と改名し、おびただしい数のローマ人らが移住した。ローマ帝国時代、サルダーニャ地域はパグス・リヴィエンシス（pagus Liviensis）として知られるパグスであり（首都であるユリア・リビカにちなんだ名）、ヒスパニア・タラコネンシスの一部であった。パグス・リヴィエンシスは、2つの地域に分けられていた。ユリア・リビカを含む東部がセッレタニア・ユリア（Cerretania Julia）、西部はセッレタニア・アウグスタ（Cerretania Augusta）として知られていた。サルダーニャの名はセッレタニアに由来する。セッレタニアとは住民の古名、ケレテスから発生している。ユリア・リビカが進化してユリア・リヴィア（Julia Livia）となり、現在のリビアとなった。

ケレテスは非常に遅くまで、おそらく8世紀か9世紀まで、自分たちの古い言葉を維持し続けたとみられている。結局土着の言葉は消え失せ、サルダーニャの人々は最終的にラテン語から発生した言語であるカタルーニャ語を話すようになったが、一帯のローマ化は極めて遅かった。ローマ帝国末期、ユリア・リビカは衰退期に入り、その重要性も失われた。この時代の前後に、ラ・セウ・ドゥルジェイ（サルダーニャの外）の町が北カタルーニャの主要人口集約地としてユリア・リビカに取って代わった。そして6世紀には、ウルジェイ（ウルヘル）司教座が創設され、サルダーニャはその中に取り込まれた。
ヴァンダル族や他のゲルマン民族による領土荒廃後、サルダーニャはトゥールーズを首都とする西ゴート王国（のちにトレドに遷都）の一部となり、アラビア人に征服されるまで続いた。アラビア人たちは実際サルダーニャに定住しなかった。9世紀終わりにはフランク族がアラビア人を退け、カタルーニャを支配下においた。

### サルダーニャ伯領

スペイン辺境領を描いた地図

サルダーニャ伯領は、カール大帝によって設置されたスペイン辺境領に源を発する。9世紀、サルダーニャはバルセロナ伯自身が統合する封建領土の一つであった。バルセロナ伯は、ジローナ伯、ナルボンヌ伯、ウルジェイ伯も兼ねていた。バルセロナ家のギフレ多毛伯 (在位:870年-897年)は3人の息子があり、その末息子ミロ2世（ミロン、927年没）を独立したサルダーニャ伯とした。
独立したサルダーニャ伯領は、ウルジェイ伯領、バルセロナ伯領、バザルー伯領、ルサリョー伯領、ラゼス伯領と境を接していた。サルダーニャ伯領は代々継承されていくうちに、領土外のカプシー、クンフレンをも獲得していった。サルダーニャ伯領は事実上、重要な伯領となった。サルダーニャ伯らは、サント・ミゲル・デ・クーシャ修道院（クンフレンにあり、10世紀建立）、サント・マルティー・ダル・カニゴー修道院（1009年、サルダーニャ伯ギフレによって献堂。フランス語名サン＝マルタン・デュ・カニグー修道院）といったキリスト教施設の後援者となった。
しかし、サルダーニャ伯ベルナトが1118年に死去し伯家は断絶し、伯領はベルナトの従兄弟にあたるバルセロナ伯ラモン・バランゲー3世が受け継いだ。バルセロナ伯はのちに婚姻によってアラゴン王となった。

### 分割されたサルダーニャ

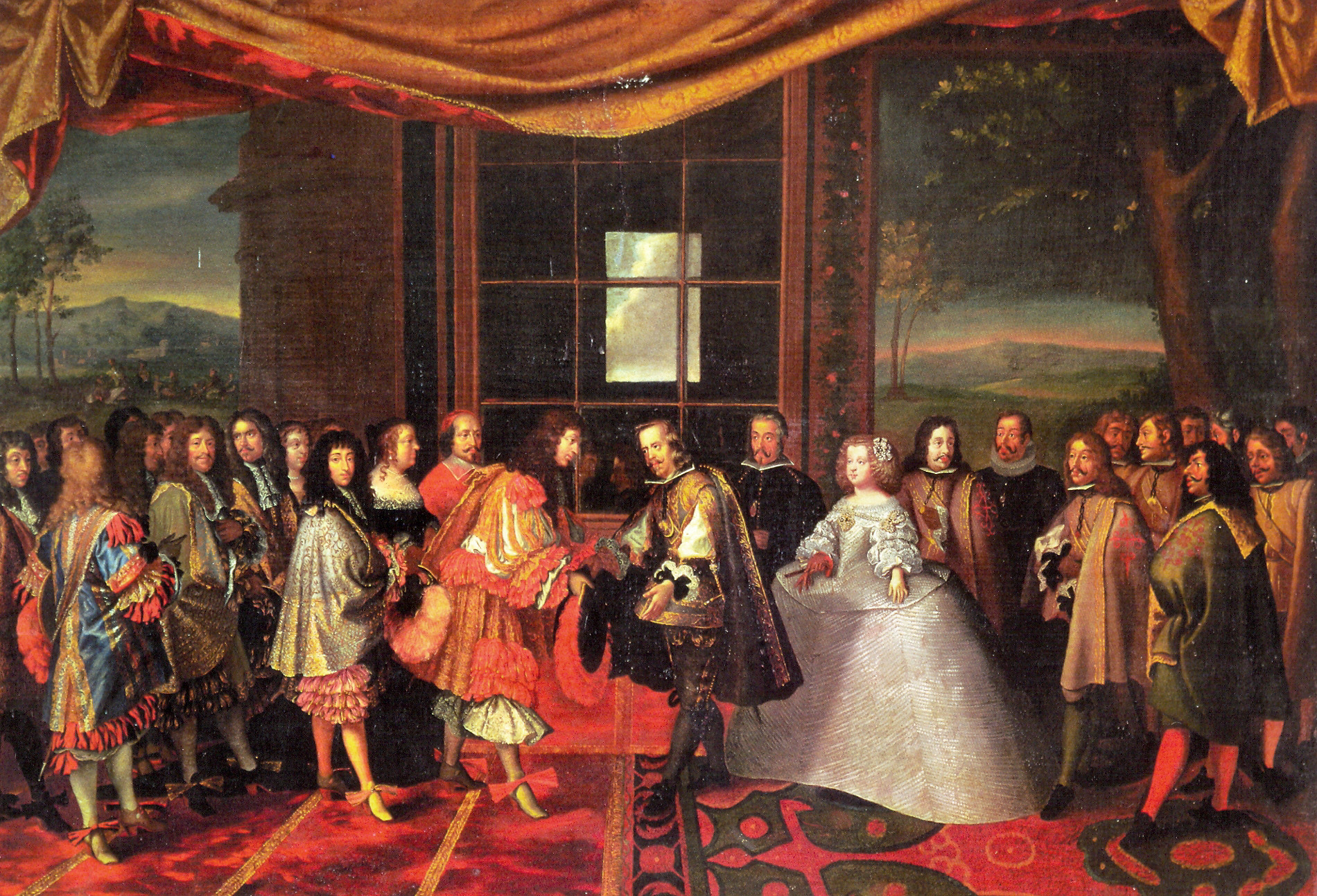
ピレネー条約を締結する、ルイ14世とフェリペ4世。フェリペの後方に控える王女マリア・テレサとルイ14世の結婚が、条約に盛り込まれていた

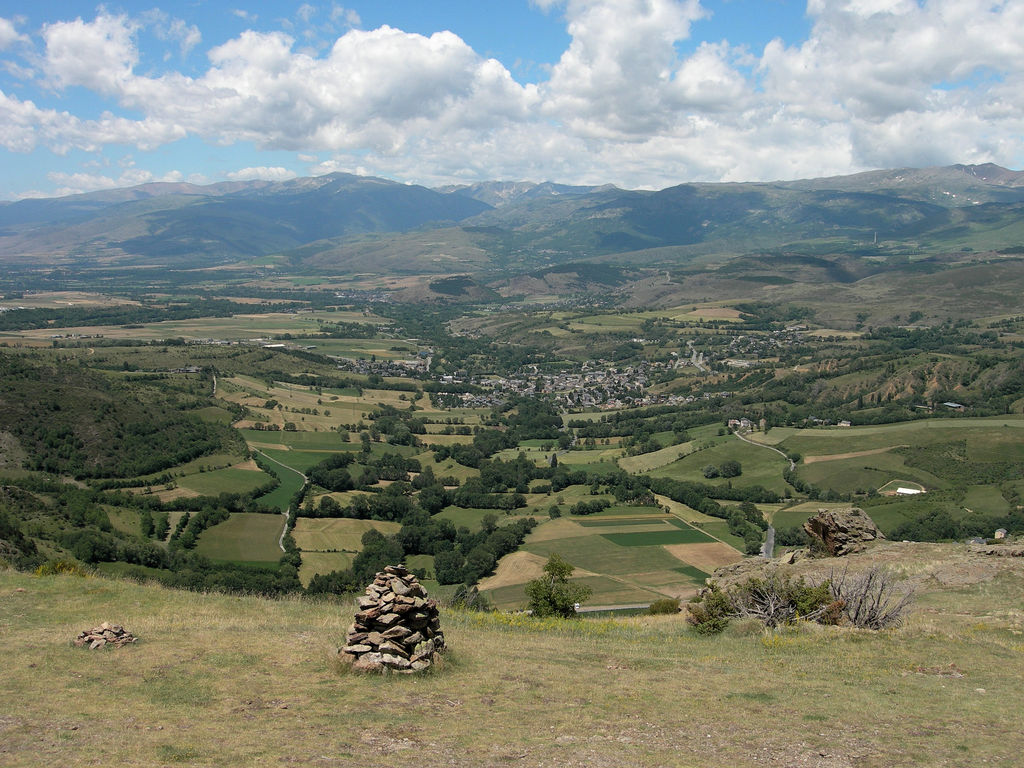
フランス領内の飛び地、リビア

サルダーニャは、1659年のピレネー条約によってスペイン＝フランス間で分割された。北側がフランス領、南側がスペイン領となった。ルサリョー、カプシー、クンフレントも当時フランス領となった。
現在、スペイン領サルダーニャは、カタルーニャのコマルカであるバッシャ・サルダーニャ（低サルダーニャ）となっており、主都はプッチサルダーである。プッチサルダーはピレネー条約以前からサルダーニャの中心地となっていた（1178年からの首都はイクスであった）。イクスはサルダーニャ伯が住んでいた地で、現在はフランスのコミューン、ブール＝マダム村の中にある。イクスは、古代にサルダーニャの古都であったリビアと交換されたのだった。ピレネー条約では、リビアがスペイン領にとどまることが決められた（伝えられるところによれば、条約は『村だけがフランスへ割譲される』と明文化されていた。当時リビアはかつてサルダーニャの首都であったことから都市とみなされており、村ではなかった）。そのためにリビアは現在フランス領内にあるスペイン領の飛び地となっているのである。
フランス側のサルダーニャは、ピレネー＝オリアンタル県の一部となっており、特殊な地位は持っていない。フランス側のサルダーニャ住民らは、自分たちの土地をセルダーニュ・フランセーズ（Cerdagne française）と称したり、ただセルダーニュと呼ぶ。一方、スペインに住むサルダーニャ住民らはフランス側をアルタ・サルダーニャ（Alta Cerdanya、高サルダーニャ）と呼ぶ。フランス側の主要な町はブール＝マダムの他、スキー・リゾート地フォン＝ロムーである。

## 観光
ピレネー山脈の他地域同様、サルダーニャは観光に依存する経済である。スパ、スキー、ハイキングは長く人気がある。加えてセルダーニュ線が主要な観光地となっている。

## 自治体

### スペイン側

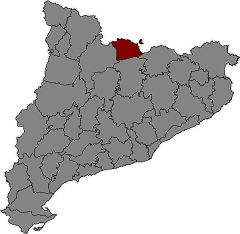
カタルーニャ州内でのバッシャ・サルダーニャの位置

バッシャ・サルダーニャ（下サルダーニャ）として知られる。
- アルプ（Alp）
- バルベー・ダ・サルダーニャ（Bellver de Cerdanya）
- ブリビー（Bolvir）
- ダス（Das）
- フンタナルズ・ダ・サルダーニャ（Fontanals de Cerdanya）
- ジェー（Ger）
- ギルズ・ダ・サルダーニャ（Guils de Cerdanya）
- イゾブル（Isòvol）
- リェス・ダ・サルダーニャ（Lles de Cerdanya）
- リビア
- マランガス（Meranges）
- ムンタリャー・イ・マルティネート（Montellà i Martinet）
- プラッツ・イ・サンゾー（Prats i Sansor）
- プルリャンス（Prullans）
- プッチサルダー
- リウ・ダ・サルダーニャ（Riu de Cerdanya）
- ウルス（Urús）

### フランス側

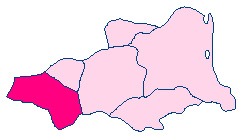
ピレネー＝オリアンタル県内のセルダーニュ・フランセーズの位置

セルダーニュ・フランセーズ、またはアルタ・サルダーニャ（上サルダーニャ）と呼ばれる。カッコ内はカタルーニャ語表記
- アングストリンヌ＝ヴィルヌーヴ＝デ＝ゼスカルド (Angostrina)
- Bolquère (Bolquera)
- ブール＝マダム (La Guingueta d’Ix)
- Dorres
- Égat (Èguet)
- Enveitg (Enveig)
- Err (Er)
- Estavar
- Eyne (Eina)
- フォン＝ロムー＝オデイヨ＝ヴィア (Font-RomeuまたはOdelló i Vià)
- La Cabanasse (La Cabanassa)
- ラトゥール＝ド＝カロル (La Tor de Querol)
- Llo
- モン＝ルイ (Montlluís)
- Nahuja (Naüja)
- Osséja (Osseja)
- Palau-de-Cerdagne (Palau de Cerdanya)
- Planès (Planès)
- Porta
- Porté-Puymorens (Portè)
- Saillagouse (Sallagosa)
- Saint-Pierre-dels-Forcats (Sant Pere dels Forcats)
- サント＝レオカディー (Santa Llocaia)
- Targassonne (Targasona)
- Ur
- Valcebollère （Vallsabollera)